# Девід Векслер
Девід Векслер (12 січня 1896 — 2 травня 1981) — американський психолог і психіатр, психодіагност. У світі він став відомий дякуючи створенню шкал інтелекту, таких як Шкала інтелекту Векслера для дорослих (Wechsler Adult Intelligence Scale, WAIS) і Шкала інтелекту Векслера для дітей («Wechsler Intelligence Scale for Children», WISC) ( тест Векслера). В огляді журналу «A Review of General Psychology»,  у 2002 році, Векслер займає 51-й рядок у списку психологів, яких цитують найбільше у ХХ сторіччі.

## Біографія
Векслер народився в єврейській родині в румунській комуні Lespezi. Коли він був ще дитиною, його родина емігрувала в США. Він навчався в міському коледжі Нью-Йорка, де став магістром мистецтв, і в Колумбійському університеті, де під керівництвом Роберта С. Вудвортса в 1917 році отримав ступінь магістра, а потім в 1925 році докторський ступінь з філософії. Під час Першої Світової війни він співпрацював з армією США, беручи участь в розробці психологічних тестів для нових призовників. Ця робота відбувалася під керівництвом Чарльза Спірмена і Карла Пірсона.
Після недовгої роботи в різних місцях (в тому числі п'ять років в приватній практиці), в 1932 році Векслер став головним психологом в психіатричній клініці Белльвью, де пропрацював до 1967 року. З 1942 р по 1970 р був клінічним професором Медичного коледжу Нью-Йорк-Сіті, з 1970 — почесним професором. Векслер помер 2 травня 1981 року.

## Шкала інтелекту Векслера
Векслер відомий розробкою тестів інтелекту. Він був одним з найактивніших прихильників позиції, що крім інтелектуальних чинників у розумному поводженні беруть участь і інші чинники, які важливо враховувати в тестуванні. Хоча його тест не відразу був направлений на вимір впливу неінтелектуальних факторів, Векслер враховував їх у своїй фундаментальної теорії. Шкала інтелекту Векслера для дорослих (WAIS) була розроблена вперше в 1939 році і називалася «Тест інтелекту Векслера-Белльвью». З даного тесту в 1949 році була виведена «шкала інтелекту Векслера для дітей» (WISC), а в 1967 році «шкала інтелекту Векслера для дітей дошкільного та молодшого шкільного віку» (WPPSI). Спочатку Векслер створював тести, щоб дізнатися більше про своїх пацієнтів в клініці, оскільки вважав існуючий IQ тест Біне недостатньо задовільним. Тести засновані на його переконанні, що інтелект - це «здатність діяти цілеспрямовано, мислити раціонально і ефективно справлятися з життєвими обставинами»
Шкали Векслера впровадили багато нових понять і досягнень, ставши справжнім проривом для тестів інтелекту. По-перше, замість множинного коефіцієнта, що використовується в старих тестах інтелекту (Q в «I.Q.»), Векслер вирішив привласнювати значення 100 для середнього значення інтелекту і встановити стандартне відхилення рівне 15 пунктам. Чи не спростовуючи поняття загального інтелекту, висунутого в концепції його вчителя Чарльза Спірмена, Векслер розділив поняття інтелекту в двох основних напрямках: вербальному і невербальному (несловесні). Ці напрямки оцінюються за допомогою різних субтестів. Тест інтелекту Векслера на сьогоднішній день найбільш часто використовуваний психологічний тест. Приблизно кожні десять років тест оновлюється, щоб компенсувати ефект Флінна.
Переклав Дмитро Рибаков